# Lomographa pauper
Lomographa pauper là một loài bướm đêm trong họ Geometridae.